# Rhabdomastix
Rhabdomastix är ett släkte av tvåvingar som beskrevs av Frederick Askew Skuse 1890. Rhabdomastix ingår i familjen småharkrankar.

## Dottertaxa tillRhabdomastix, i alfabetisk ordning[1][2]
- Rhabdomastix afra
- Rhabdomastix almorae
- Rhabdomastix alticola
- Rhabdomastix angusticellula
- Rhabdomastix arnaudi
- Rhabdomastix atrata
- Rhabdomastix austrocaledoniensis
- Rhabdomastix beckeri
- Rhabdomastix borealis
- Rhabdomastix brachyneura
- Rhabdomastix brevicellula
- Rhabdomastix brittoni
- Rhabdomastix californiensis
- Rhabdomastix callosa
- Rhabdomastix caparaoensis
- Rhabdomastix caudata
- Rhabdomastix chilota
- Rhabdomastix coloradensis
- Rhabdomastix corax
- Rhabdomastix crassa
- Rhabdomastix edwardsi
- Rhabdomastix emodicola
- Rhabdomastix eugeni
- Rhabdomastix falcata
- Rhabdomastix fasciger
- Rhabdomastix feuerborni
- Rhabdomastix filata
- Rhabdomastix flava
- Rhabdomastix flavidula
- Rhabdomastix fumipennis
- Rhabdomastix furva
- Rhabdomastix galactoptera
- Rhabdomastix georgica
- Rhabdomastix glabrivena
- Rhabdomastix hansoni
- Rhabdomastix himalayensis
- Rhabdomastix hirticornis
- Rhabdomastix holomelania
- Rhabdomastix hudsonica
- Rhabdomastix hynesi
- Rhabdomastix illudens
- Rhabdomastix incapax
- Rhabdomastix inclinata
- Rhabdomastix indigena
- Rhabdomastix intermedia
- Rhabdomastix ioogoon
- Rhabdomastix isabella
- Rhabdomastix japonica
- Rhabdomastix laeta
- Rhabdomastix laetoidea
- Rhabdomastix laneana
- Rhabdomastix lapponica
- Rhabdomastix leonardi
- Rhabdomastix leptodoma
- Rhabdomastix leucophaea
- Rhabdomastix lipophleps
- Rhabdomastix loewi
- Rhabdomastix longiterebrata
- Rhabdomastix lurida
- Rhabdomastix luridoides
- Rhabdomastix luteola
- Rhabdomastix manipurensis
- Rhabdomastix margarita
- Rhabdomastix mediovena
- Rhabdomastix megacantha
- Rhabdomastix mendli
- Rhabdomastix mexicana
- Rhabdomastix microxantha
- Rhabdomastix minicola
- Rhabdomastix minima
- Rhabdomastix monilicornis
- Rhabdomastix monticola
- Rhabdomastix nebulifera
- Rhabdomastix neolurida
- Rhabdomastix neozelandiae
- Rhabdomastix nigroapicata
- Rhabdomastix nigropumila
- Rhabdomastix nilgirica
- Rhabdomastix normalis
- Rhabdomastix nuttingi
- Rhabdomastix omeina
- Rhabdomastix optata
- Rhabdomastix ostensackeni
- Rhabdomastix otagana
- Rhabdomastix parva
- Rhabdomastix parvicornis
- Rhabdomastix parvula
- Rhabdomastix perglabrata
- Rhabdomastix peruviana
- Rhabdomastix plaumanni
- Rhabdomastix posticata
- Rhabdomastix robusta
- Rhabdomastix sadoensis
- Rhabdomastix sagana
- Rhabdomastix satipoensis
- Rhabdomastix schistacea
- Rhabdomastix schmidiana
- Rhabdomastix septentrionalis
- Rhabdomastix setigera
- Rhabdomastix shansica
- Rhabdomastix shardiana
- Rhabdomastix spatulifera
- Rhabdomastix strictivena
- Rhabdomastix subarctica
- Rhabdomastix subcaudata
- Rhabdomastix subfasciger
- Rhabdomastix sublurida
- Rhabdomastix subparva
- Rhabdomastix synclera
- Rhabdomastix tantilla
- Rhabdomastix tatrica
- Rhabdomastix teriensis
- Rhabdomastix tonnoirana
- Rhabdomastix trichiata
- Rhabdomastix trichophora
- Rhabdomastix trochanterata
- Rhabdomastix tugela
- Rhabdomastix unipuncta
- Rhabdomastix ussurica
- Rhabdomastix usuriensis
- Rhabdomastix wilsoniana
- Rhabdomastix vittithorax